# Der eiserne Vorhang – Wenn der KGB versagt…
Der eiserne Vorhang – Wenn der KGB versagt… (Originaltitel: Final Assignment) ist ein kanadischer Spionagefilm aus dem Jahre 1980. Regie führte Paul Almond.

## Handlung
Die kanadische Journalistin Nicole Thomson reist in die Sowjetunion, um dort über die aktuelle politische Lage zu berichten. Schon zu Beginn ihres Aufenthalts in Moskau gerät sie in Konflikt mit dem sowjetischen Pressesprecher Lyosha Petrow, der ihre Reportage zu zensieren versucht.
Nicole beruft sich stets auf die Pressefreiheit, Lyosha hingegen auf die sowjetischen Gesetze und warnt Nicole davor, sich der Spionage verdächtig zu machen. Während ihrer Recherchen gelingt es Nicole, die sowjetische Dissidentin Dr. Valentina Ulyanova zu treffen. Diese möchte ihr unauffällig ein geheimes Tonband überreichen und sagt ihre, dass ihre Enkeltochter Dasha einen Gehirntumor habe, der nur von einem spezialisierten Arzt in Los Angeles operiert werden könne. Die Visa für die Operation wurden ihnen jedoch verweigert.
Bei einem arrangierten Besuch auf dem Land bei seiner Familie kommen sich Nicole und Lyosha jedoch näher. Auf einer hölzernen Hängebrücke, die über einen reißenden Bach führt, sagt Lyosha zu Nicole, dass der Wegzoll ein Kuss sei. Zwar ist Nicole anfangs skeptisch, aber sie küsst dennoch Lyosha. Dieser verliert daraufhin das Gleichgewicht und stürzt in den Fluss. Nicole eilt ihm zu Hilfe und rettet ihn.
Als Nicole nach Leningrad weiterreist, überlegt sie, wie sie Dasha ins Ausland schmuggeln kann. Sie besucht die Pelzmesse und ersteigert Pelze. In einem der Koffer möchte sie Dasha verstecken und über die Grenze nach Finnland bringen. Dr. Ulyanova trifft sich heimlich in Leningrad mit Nicole und übergibt ihr das Kind.
Lyosha erfährt von Nicoles Abwesenheit und erklärt ihr, dass er ihr helfen möchte, aber sie sich durch ihr Verhalten der Spionage schuldig mache. Er sagt aber auch, dass er unter Umständen bereit wäre, ihr zu helfen.
Als Arbeiterin getarnt schmuggelt Nicole nun eine Kiste, in der sich Dasha und Pelze zur Tarnung befinden, in einen Transporter, der sich auf dem Großmarkt für Pelze befindet. Der kanadische Geschäftsmann Zak, den Nicole als Komplizen angeheuert hat, hilft ihr.
Der Transporter passiert in der Nacht die Grenze, aber Lyosha, der den Transporter in einem Helikopter verfolgt hat, stoppt ihn auf dem Sicherheitsstreifen, der noch sowjetisches Hoheitsgebiet ist. Zwischen Zak und Lyosha kommt es zum Shootdown. Nicole und Dasha gelingt aber die Flucht.

## Kritik
„Konfektionsware, politisch dem Kalten Krieg verpflichtet.“